# Indexed Sequential Access Method
Indexed Sequential Access Method (ISAM) je metoda ukládání dat s možností rychlého vyhledávání pomocí speciálních pomocných struktur (indexů). V tzv. primárním souboru jsou zapsány úplné datové záznamy pevné délky sekvenčním způsobem, tj. v takovém pořadí, v jakém byly přidány, a nebývají nijak setříděny.
Dále je vytvořeno jeden nebo více indexů, což jsou struktury umožňující rychlé hledání záznamů podle některých atributů. Jejich úkolem je minimalizovat počet přístupů do primárního souboru, bývají často velmi malé (oproti primárnímu souboru), protože obsahují jen informace potřebné k hledání podle daného atributu, a pokud hledaný záznam (či více záznamů) existuje, vrátí index ukazatel (nebo více ukazatelů) do primárního souboru na hledaný záznam (záznamy).
ISAM bylo původně vyvinuto společností IBM a je základem většiny databázových systémů. Např. databázový systém MySQL vychází z metody ISAM a rozšiřuje ji do typu úložiště databázových tabulek typu MyISAM.